# Edward John Bevan
Edward John Bevan (* 11. Dezember 1856 in Birkenhead; † 17. Oktober 1921 bei London) war ein britischer Chemiker, der mit Charles Frederick Cross das Xanthogenat-Verfahren zur Herstellung von Viskosefasern erfand.
Bevan besuchte eine Privatschule und war ab 1873 im Labor einer Seifenfirma (Runcorn Soap & Alkali Company). Er studierte in Manchester am Owens College Chemie, wobei er sich mit Cross befreundete. Ab 1879 war er in der Papierindustrie in Schottland (Firma Alexander Cowan and Comp.). Um ihre Cellulose-Forschung weiterzuentwickeln und zu vermarkten, kündigten Bevan und Cross 1883 und trieben ihre Entwicklung am Joddrell Labor in London voran. 1885 gründeten sie das Ingenieurbüro Cross and Bevan in London (Beratung der Papierindustrie). 1892 hatten sie mit dem Xanthogenat-Verfahren zur Viskose-Herstellung ihren Durchbruch. Zuerst wurde sie als Film und Papier- und Textilüberzug verwendet (das Patent hielten sie mit Clayton Beadle). Bald darauf entwickelten Cross und Bevan mit Charles Henry Stearn von der Tochterfirma eines Schweizer Herstellers von Glühlampenfäden ein Spinnverfahren. Ihre Patente wurden in Europa und den USA vom Viscose Spinning Syndicate vermarktet – in Großbritannien produzierte danach die Firma Courtaulds. Später war Bevan in einer Führungsposition in der Society of Public Analysts und war Herausgeber von The Analyst.
1895 erhielt er mit Cross die John Scott Medal des Franklin Institute.
Von Cross und Bevan stammt auch ein damaliges Standardwerk in Großbritannien für Papierherstellung.

## Schriften
- mit Cross: Text Book of Papermaking 1887
- mit Cross: Researches on Cellulose, Longmans 1907